# Kaivosjärvi (Karesuando socken, Lappland, 755866-178375)
Kaivosjärvi är en sjö i Kiruna kommun i Lappland och ingår i Torneälvens huvudavrinningsområde. Sjön har en area på 0,112 kvadratkilometer och ligger 439,7 meter över havet. Kaivosjärvi ligger i Pessinki fjällurskog Natura 2000-område.

## Delavrinningsområde
Kaivosjärvi ingår i det delavrinningsområde (756131-179208) som SMHI kallar för Mynnar i Merasjoki. Medelhöjden är 435 meter över havet och ytan är 46,49 kvadratkilometer. Det finns inga avrinningsområden uppströms utan avrinningsområdet är högsta punkten. Haljujoki som avvattnar avrinningsområdet har biflödesordning 4, vilket innebär att vattnet flödar genom totalt 4 vattendrag innan det når havet efter 356 kilometer. Avrinningsområdet består mestadels av skog (70 procent) och sankmarker (25 procent). Avrinningsområdet har 1,09 kvadratkilometer vattenytor vilket ger det en sjöprocent på 2,3 procent.